# 顆粒月神蟹
顆粒月神蟹（学名：Ashtoret granulosa），舊稱顆粒黎明蟹（Matuta granulosa），原屬馒头蟹科黎明蟹属，今屬饅頭蟹總科黎明蟹科月神蟹屬。分布于澳大利亚、印度洋以及中国大陆的海南岛等地區，顆粒月神蟹多生活于海水地帶。